# Torre del Palau Ducal
La Torre del Palau Ducal és una torre del municipi de la Vall d'Uixó. Està constituïda actualment per les restes que es van descobrir a la plaça Silvestre Segarra (enfront de l'església de l'Àngel Custodi) en unes excavacions arqueològiques dutes a terme el 1997. Queden en peus restes dels murs d'una torre i del que va haver de ser el seu aljub. Gràcies a l'excavació es va poder saber que la torre data de mitjan segle xiv, formant part del que fos palau del Duc de Sogorb i Medinaceli (als afores de l'alquería musulmana de Benigafull), del qual no queden restes. La torre va ser demolida en 1897, per part del consistori de la Vall d'Uixó, per donar lloc a un espai públic ampli en el lloc on s'elevava.
La torre està catalogada de manera genèrica com Bé d'Interès Cultural, amb anotació ministerial núm. R-I-51-0012266, i data d'anotació 24 de febrer de 2009.
La torre presenta planta rectangular i la seva fàbrica és a força de pedres travades amb argamassa, almenys fins al primer tram, ja que per les restes que queden, es pot aventurar que els trams superiors estaven fets amb maó massís i rematada amb coberta de teules.
En el seu interior cal destacar les restes del paviment, constituït per taulells decorats i alfardons de terracota.
El que es contempla en l'actualitat és una reconstrucció sobre la mateixa base de la torre.